# Loopback
El dispositivo de red loopback es una  interfaz de red virtual. Las direcciones del rango '127.0.0.0/8' son direcciones de loopback, de las cuales se utiliza, de forma mayoritaria, la '127.0.0.1' por ser la primera de dicho rango, añadiendo '::1'  para el caso de IPv6 ('127.0.0.1::1'). Las direcciones de loopback pueden ser redefinidas en los dispositivos, incluso con direcciones IP públicas, una práctica común en los routers y son usualmente utilizadas para probar la capacidad de la tarjeta interna si se están enviando datos BGP.
Esta dirección se suele utilizar cuando una transmisión de datos tiene como destino el propio host. También se suele usar en tareas de diagnóstico de conectividad y validez del protocolo de comunicación.
La dirección de loopback es una dirección especial que los hosts utilizan para dirigir el tráfico hacia ellos mismos. La dirección de loopback crea un método de acceso directo para las aplicaciones y servicios TCP/IP que se ejecutan en el mismo dispositivo para comunicarse entre sí. Al utilizar la dirección de loopback, en lugar de la dirección host IPv4 asignada, dos servicios en el mismo host pueden desviar las capas inferiores del stack de TCP/IP. También es posible hacer ping a la dirección de loopback para probar la configuración de TCP/IP en el host local. 
A pesar de que sólo se usa la dirección única '127.0.0.1', se reservan las direcciones desde la '127.0.0.0' hasta la '127.255.255.255'. Cualquier dirección dentro de este bloque producirá un loopback dentro del host local. Las direcciones dentro de este bloque no deben figurar en ninguna red.
También existen otros usos para las interfaces de loopback. Las mismas nos servirán para el identificador del router. Una interfaz de loopback se puede crear de la siguiente manera:
cisco# configure terminal
cisco(config)# interface loopback<número de la interfaz>'
cisco(config-if)# ip address <dirección IP> <máscara>
El motivo de configurar una interfaz de loopback es que asociaremos esta interfaz a los procesos OSPF y BGP, asegurándonos de que no vamos a perder las sesiones OSPF o BGP por un problema físico en la interfaz, ya que las interfaces de loopback son interfaces lógicas.
Existe, también, otra definición, que podemos encontrar, que indica que una interfaz loopback es aquella interfaz virtual mas no física que sirve para tener latente el protocolo de enrutamiento como OSPF, el cual, al no detectar interfaces activas en el dispositivo después de cierto tiempo, lo descartaría de la topología de red. Sin embargo, se puede evitar gracias a crear las interfaces loopback, ya que las mismas nunca se caerán. 
- Datos: Q1758736